# Vajdahunyad vára
A „kétszer felépült” Vajdahunyad vára vagy Vajdahunyad-vár, hivatalos nevén Történelmi Épületcsoport Alpár Ignác építész alkotása Budapest XIV. kerületében, a Városligetben. A Városligeti-tó Széchenyi-szigetén található, mely négy hídon keresztül érhető el. A vár milleniumi történelmi kiállítási épületként 1896-ban, majd 1899-es elbontása után másodszor a Magyar Mezőgazdasági Múzeum céljára épült fel 1902 és 1908 között, így a múzeum céljait szolgálja, ez alól kivétel az 1915. augusztus 8-án felszentelt, s a római katolikus egyház kezelésébe adott Jáki kápolna. Mai, közkeletű nevét Hunyadi János kormányzó és Szilágyi Erzsébet lakóhelyének a legjellemzőbb részéről, a vajdahunyadi várat mintázó, Hősök tere felőli főhomlokzatáról kapta.
Különböző építészeti stílusokban épült pavilonok sorozatából áll: román, gótikus, reneszánsz és barokk; az együttes alkotópavilonjai több emblematikus épület másolatai a középkori Magyar Királyság különböző részeiről. Eredetileg az Erdélyben álló Vajdahunyad vár másolata. Az elő vár kartonból és fából készült, de a nagy népszerűsége kedvéért, neogótikus stílusban kőből és téglából építették át. Ma a Magyar Mezőgazdasági Múzeumnak ad otthont.
A kastély területén megtalálható Lugosi Béla színművész, továbbá Anonymus szobra is, aki a 12. században élt és III. Béla magyar király jegyzője és történetírója volt.

## Története

### Az „első” Vajdahunyad vára (1896–1899)
A Hunyadi-család vajdahunyadi várkastélya a 19. században már a magyar nemzet építészeti ereklyéjévé vált. Az 1896-os millenniumi ünnepségek, a honfoglalás emlékére készítették el mását, az Ős-Budavára Történelmi főcsoport részeként felépített épületegyüttes gótikus elemét, a Vajdahunyad várát Budapesten. A magyar építészet ezeréves történetét „három dimenzióban” kívánták bemutatni. A 21 részes Történelmi Épületcsoportot Alpár Ignác tervei alapján, a szoros határidő és a költségek miatt főleg fából építették fel 1896-ra. 1896. október 31-én a millenniumi kiállítás bezárt, az alkalmilag felállított pavilonok elbontása megkezdődött. Ez a sors várt volna a Vajdahunyad várára is, azonban a nagyközönség tiltakozására az Országos Magyar Gazdasági Egyesület kezdeményezte az épület megtartását (a már a kiállítás tartama alatt, 1896. június 20-án megalapított) új Magyar Mezőgazdasági Múzeum céljára. Darányi Ignác földművelésügyi miniszter leiratát figyelembe véve a múzeum a millenniumi mezőgazdasági kiállítás tárgyi anyagát használt fel, ugyanakkor egyéb adományokkal is bővültek a gyűjtemények még 1896 során. A főváros vezetése is engedett a kérésnek, és 1897. szeptember 12-én a vár ismét megnyitotta kapuit a látogatók előtt, immár mint a Magyar királyi Mezőgazdasági Múzeum. Az épület azonban a gyenge alapanyagok miatt hamarosan életveszélyessé vált, és 1899. július 27-én be is kellett zárni. Az „első” Vajdahunyad várát még abban az évben elbontották.

### A „második” Vajdahunyad vára (1908–)
A bontást követően a múzeum a Kerepesi (mai Rákóczi) út 72.-be költözött. Ugyanakkor több művész, muzeológus, a Vallás- és Közoktatásügyi Minisztérium, és Darányi a vár második megépítését szorgalmazta. Kezdeményezésük sikerrel járt, és Alpár tervei szerint 1902-ben megindult ismét az építkezés. 1904-re elkészült a gótikus és a reneszánsz-barokk épületszárny, 1908-ra pedig a román stílusú épületegyüttes. A múzeum 1904-ben a román épület átépítése előtt visszaköltözött az épületbe, és 1907. június 9-én nem kisebb személyiség, mint I. Ferenc József magyar király nyitotta meg a múzeum kiállításait a nagyközönség előtt.
A belső berendezést Györgyi Dénes készítette el 1912-ben. „A bútorok tömörek, nehezek, gazdagon faragottak, s a kubizmus feltörő bútordivatjának megfelelően egyszerű befoglalóformákba illeszthetők. A környezet monumentalitásra intette a belsőépítész szerepkörében működő Györgyit, sőt történeti hangulat keltését is megkövetelte tőle. E kötöttségek mellett is megcsillan Györgyi Dénes formálókészségének ereje. Így például az egyik előtéri pad vaskos, tiszta összemetsződésű elemeivel, zömök hatásával már azokra a művészeti irányzatokra utal, melyek Európa-szerte még csak ekkor bontakoznak ki, hogy később az új művészet nyitányát jelentő konstruktivizmusba torkolljanak.” – írja róla Kubinszky Mihály építészettörténész.

### A Magyar Mezőgazdasági Múzeum története

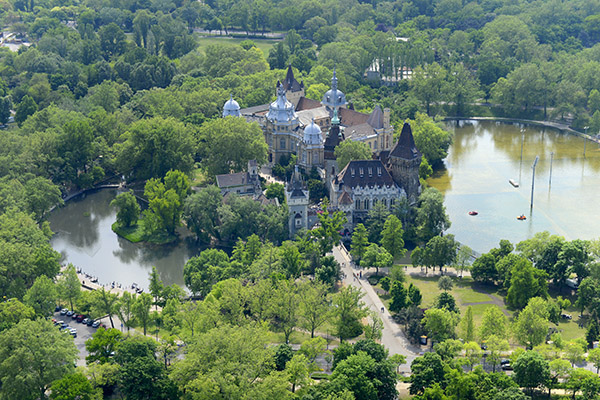
Budapest, Városliget - Vajdahunyad vára légi fotón

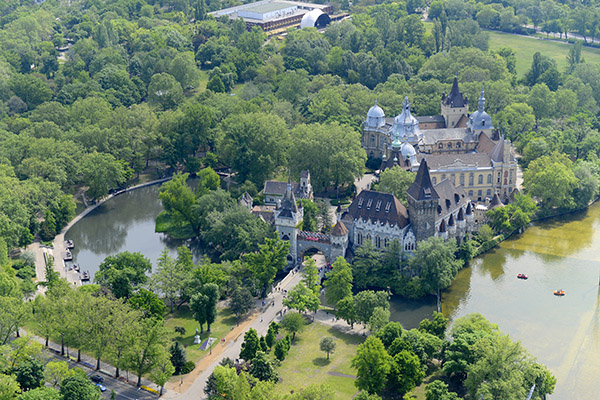
Vajdahunyad vára a magasból, Budapest

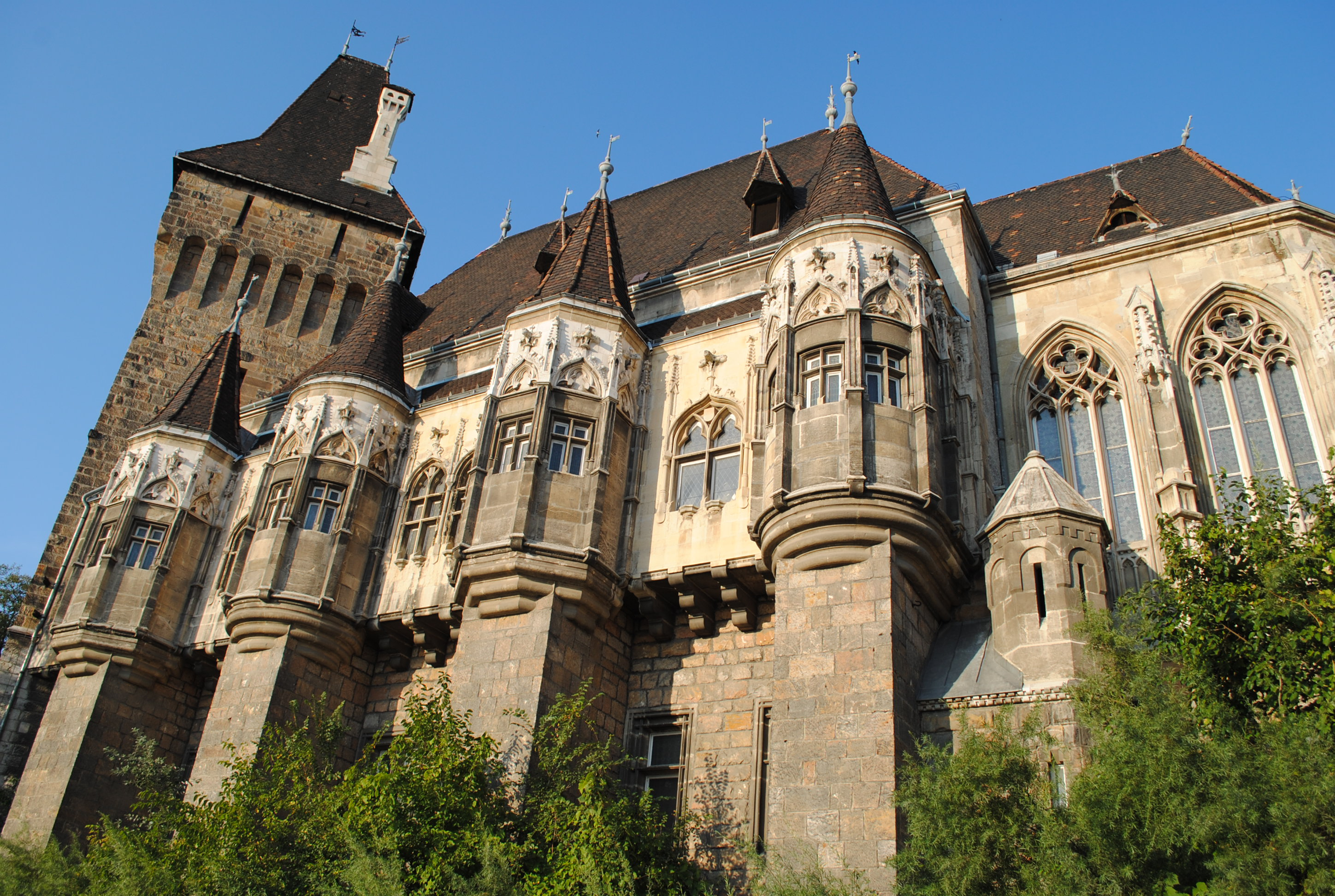
A vár

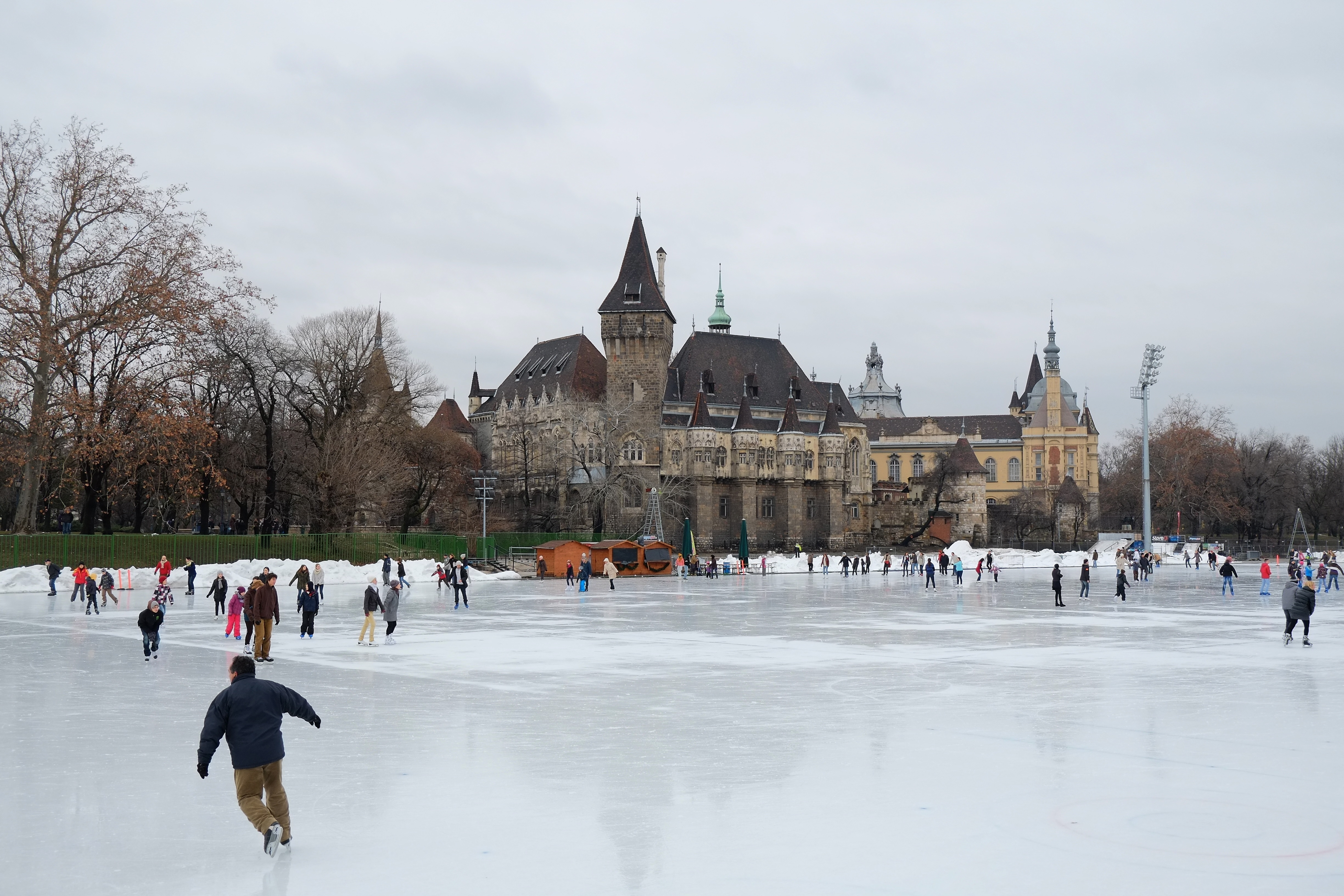
Vajdahunyad vára télen a jégpályával

## Részei

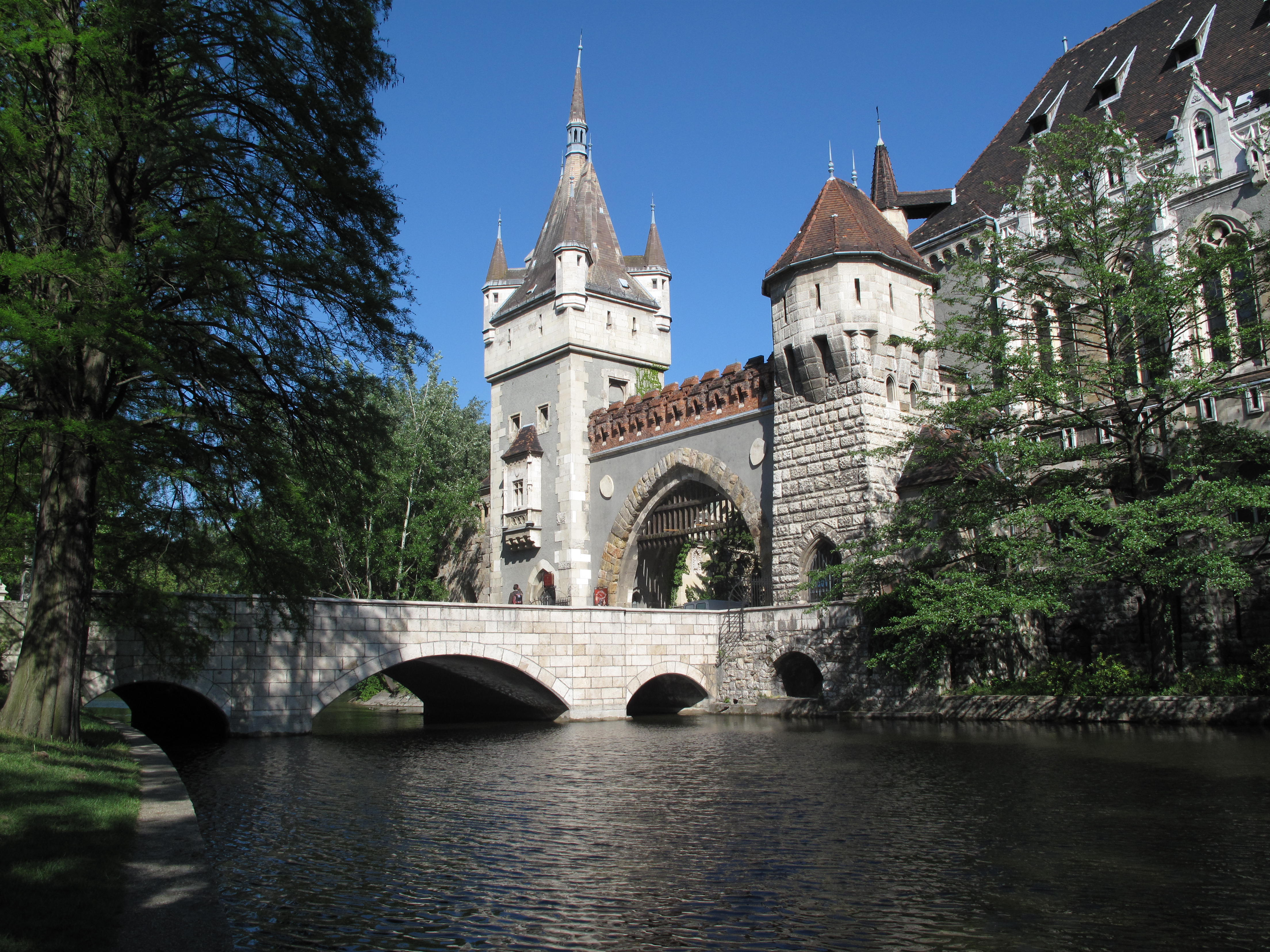
A Hidas- vagy Nyilaskapu, balra a Segesvári-, jobbra a Tompa-toronnyal, amihez az Oroszlános kőhíd vezet

### Román kori épületcsoport
- Úgynevezett Jáki kápolna – alaprajza a lébényi templomét, kapuzata a jáki apátsági templomét utánozza. A kápolna valódi, felszentelt római katolikus miséző hely. A Kassai téri plébániához tartozik, benne minden vasárnap szentmisét tartanak. Gyakran rendeznek esküvőket, koncerteket is.
- Kerengő – Árpád-kori pillérek, gyámkövek és oszlopfők másolataival.
- Auditórium.
- Oroszlános kőhíd.
- Hidas- vagy Nyilaskapu – szélessége 10,5 m. A csapórács csak imitált: nem ereszthető le és nem zárható be. A felette lévő ostromfolyosó, lőrések és bástyafalak a diakovári püspöki várból valók.
- Segesvári bástyatorony/Kinzótorony – a kapu másik oldalán. Környéke, a Palotarész Anjou-kori vegyes stílusú. 37 m magas. Környékével, a Lovagvárral együtt a felvidéki várak részleteit utánozza.
- Tompa-torony (a kapu tó felőli oldalán).

### Gótikus épületcsoport
- Nyebojsza-torony – a főhomlokzat karakterét az azonos nevű vajdahunyadi torony másolata határozza meg.
- Hunyadi-loggiák szintén a vajdahunyadi várudvar alapján.
- Lovagterem.
- A csütörtökhelyi Zápolya-kápolna szentélye (kicsinyített másolat).
- Dómhomlokzat.
- Hunyadi-udvar – a kapu felőli falon a csütörtökhelyi kápolna csipkézett bejárata, oszlopsoros-bolthajtásos erkély Árpád-házi királyok domborműveivel. A szemben lévő falon a hármas nyílású olaszos loggia I. Mátyás és Aragóniai Beatrix reliefjével a vajdahunyadi Mátyás-loggiát utánozza. Színpadán koncerteket szoktak rendezni.
- Apostolok tornya – a segesvári óratorony másolata.

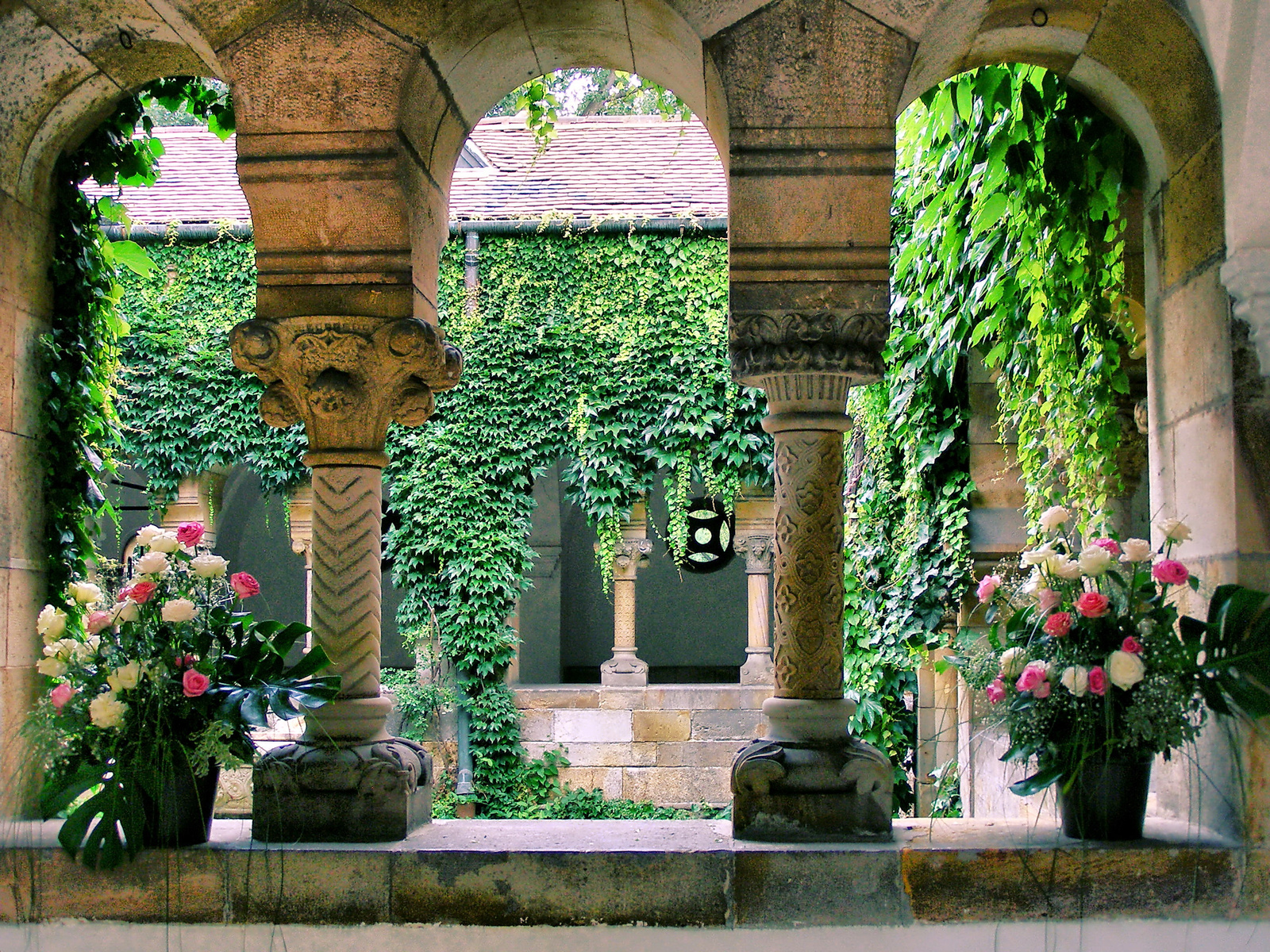
Egy romanikus kerengő utánzata

### Reneszánsz–barokk épületcsoport
- A Magyar Mezőgazdasági Múzeum főbejáratát tartalmazó épület északi oldala osztrák barokk palota stílusú. A főbejárat fölötti kupola a gyulafehérvári Károly-kapu után készült.
- Katalin-bástyatorony – az épületegyüttes délkeleti sarkán álló torony a brassói Katalin-kapu magasított utánzata, keleti oldalán a bártfai városháza erkélyével.
- A tó felől látható, úgynevezett Német-homlokzat német, illetve felvidéki reneszánsz stílusú, sgraffito díszítéssel. A Német-torony 50 m magas, toronysisakja hagymakupolás.
- Szintén a tó felől látható az alacsony Francia-torony. Korai francia reneszánsz stílusban épült, tetőgerincén delfines díszítéssel.

## Köztéri szobrok
A főbejárattal szemben áll:
- Alpár Ignác (1855–1928) – a szobrot Telcs Ede alkotta, a talapzatot Kotál Henrik (1931)[6]

A Hunyadi-udvaron:
- Károlyi Sándor (1831–1906) – Strobl Alajos alkotása (1908)[7]
- Darányi Ignác (1849–1927) –  Kisfaludi Strobl Zsigmond elpusztult szobrának (1931) rekonstrukciója (2017)[8]
- Anonymus (13. sz.) – Ligeti Miklós műve (1903)[9]

A délkeleti sétányon: 
- Mitterpacher Lajos (1734–1814) mellszobra – készítő: Takács Ödön[10] / Takács Ferenc (1962)[11]
- Nagyváthy János (1755–1819) mellszobra – készítő: Vastagh László (1960)[12][10]
- Tessedik Sámuel (1742–1820) mellszobra – készítő: Pándy Kiss János[10] / Szabó Iván (1971)[13]
- Pethe Ferenc (1762–1832) mellszobra – készítő: Vastagh László (1971)[14][10]
- Lugosi Béla (1882–1956) mellszobra – szoborfülkében, készítő: Hartmuth Zech (2003)[15][16]

Az épület szobrait Damkó József, Füredi Richárd, Margó Ede, Markup Béla, Radnai Béla, és Tóth István készítette még a 20. század elején. Ez alól kivételt képez a négy évszak szobra, amelyeknek tervei ugyancsak az 1900-as évek elején készültek el, ám kivitelezésükre akkor – valószínűleg anyagi okokból – nem került sor. A terveket 1980-ban találta meg Vitkay Kálmánné, a Mezőgazdasági Múzeum dolgozója. A tervek alapján 1983-ra el is készültek a szobrok, amelyek azonban csak hasonlók, nem pontosan olyanok, mint a 20. század eleji vázlatokon szereplők. A szobrokat Csoma Gergely és Veres Gábor szobrászművészek készítették, és a múzeum főlépcsőházában kerültek kihelyezésre.
A Várépületben (Mezőgazdasági Múzeum) az 1970-es években látható volt (azóta eltávolításra került):
- Wellmann Oszkár (1876–1943) mellszobra – a múzeum reneszánsz (fő) épületének lépcsősoránál, készítő: Takács Ödön[10]
- Baross László (1865–1938) – a múzeum reneszánsz (fő) épületének lépcsősoránál, készítő: Takács Ödön[10]
- Fleischmann Rudolf (1879–1950) – a múzeum reneszánsz (fő) épületének lépcsősoránál, készítő: Kőfalvy Gyula[10]
- Mokry Sámuel (1832–1909) – a múzeum reneszánsz (fő) épületének lépcsősoránál, készítő: Pándy Kiss János
- „Ivó paraszt” szobra – a múzeum előcsarnokában, készítő: Kiss Nagy András[10]

## Galéria

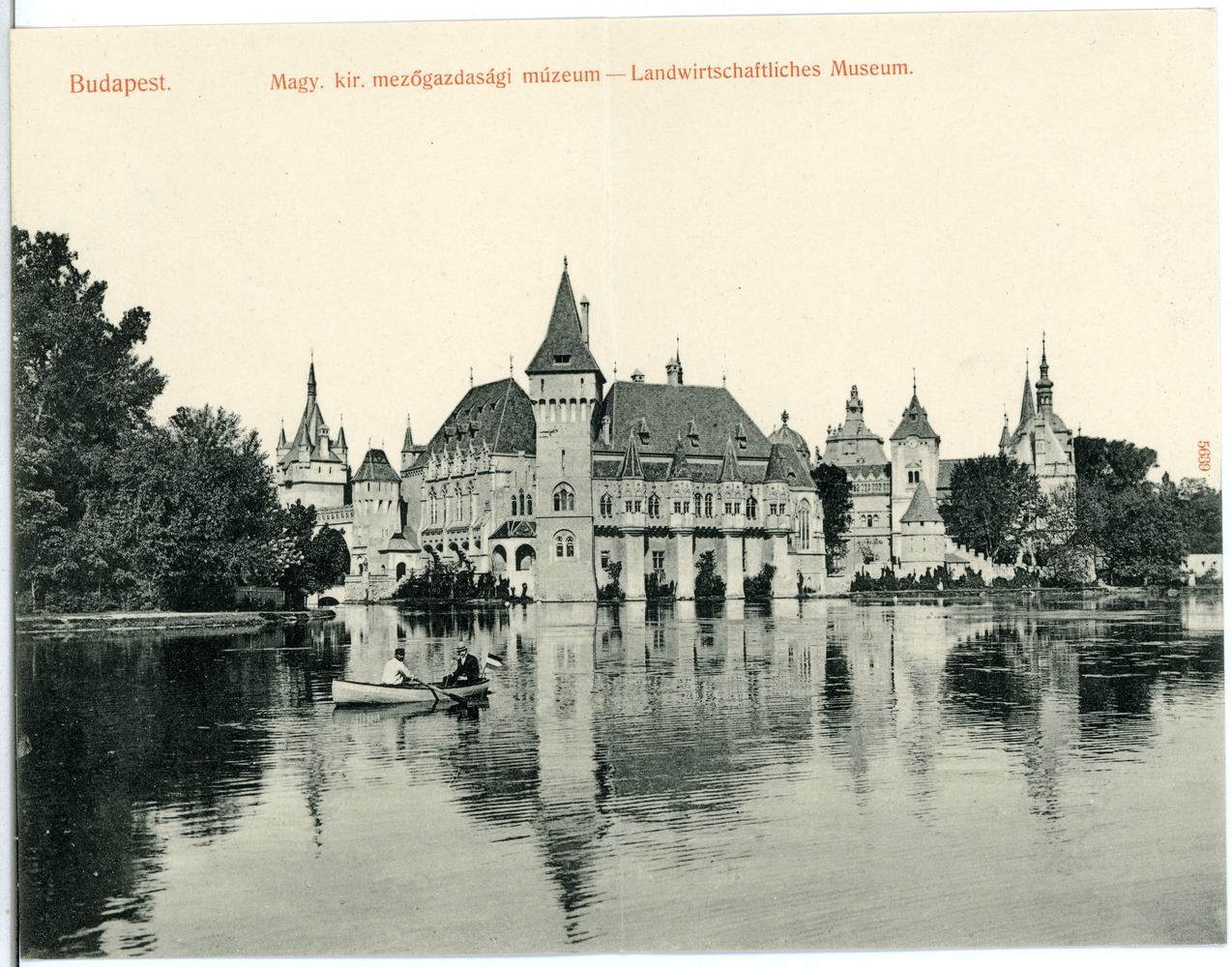
A vár látképe 1904-ben
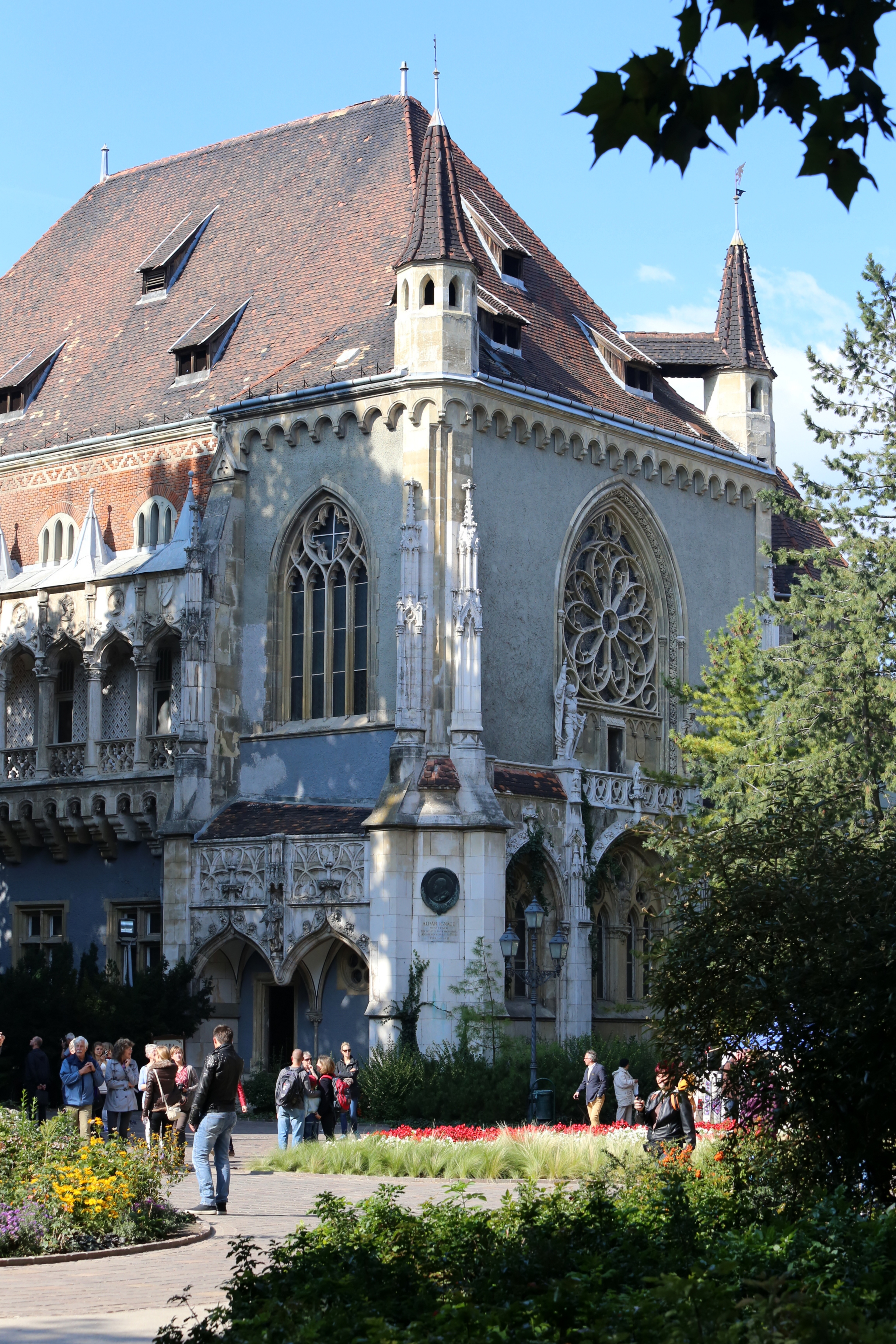
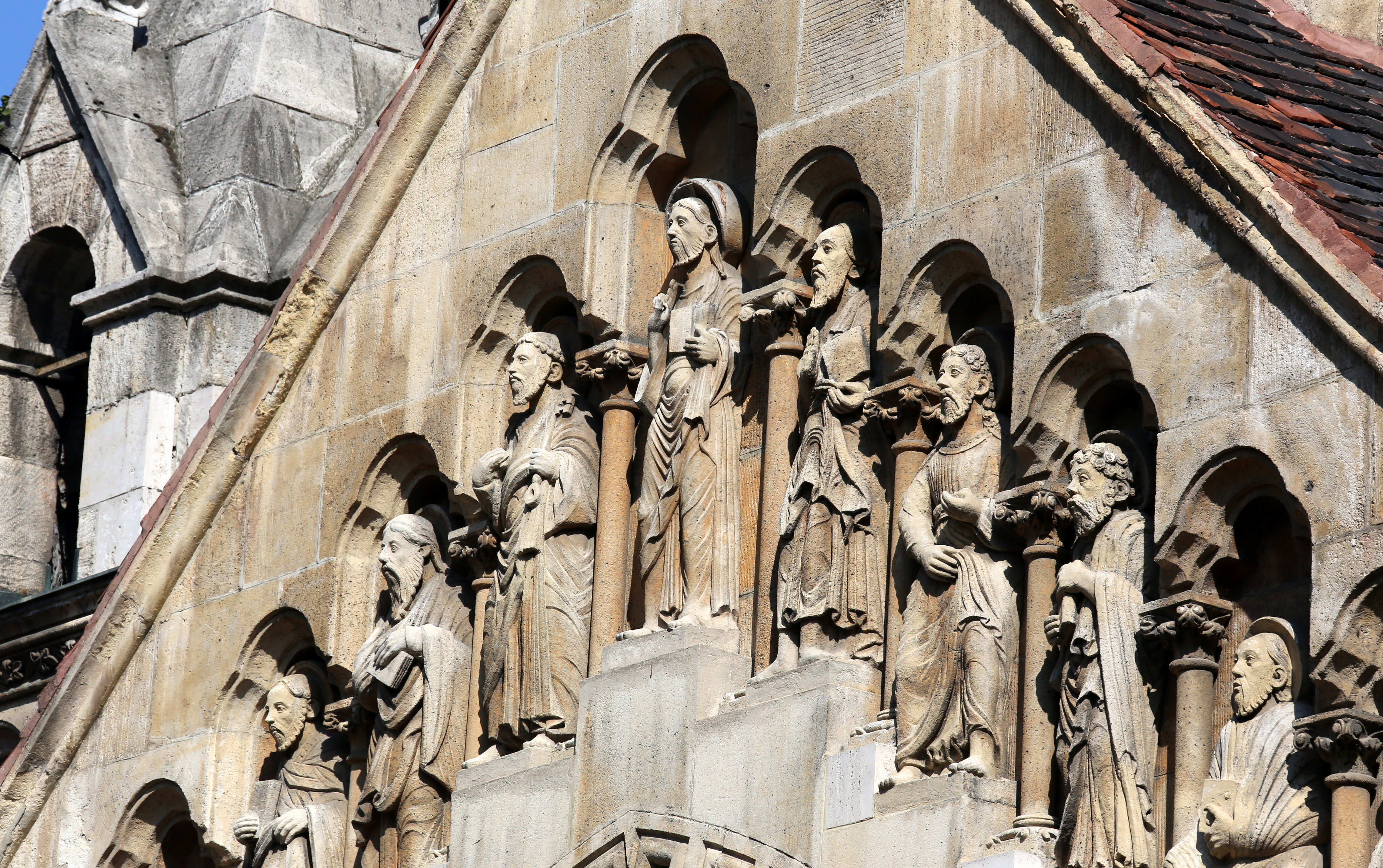
A „jáki apátság” részletei
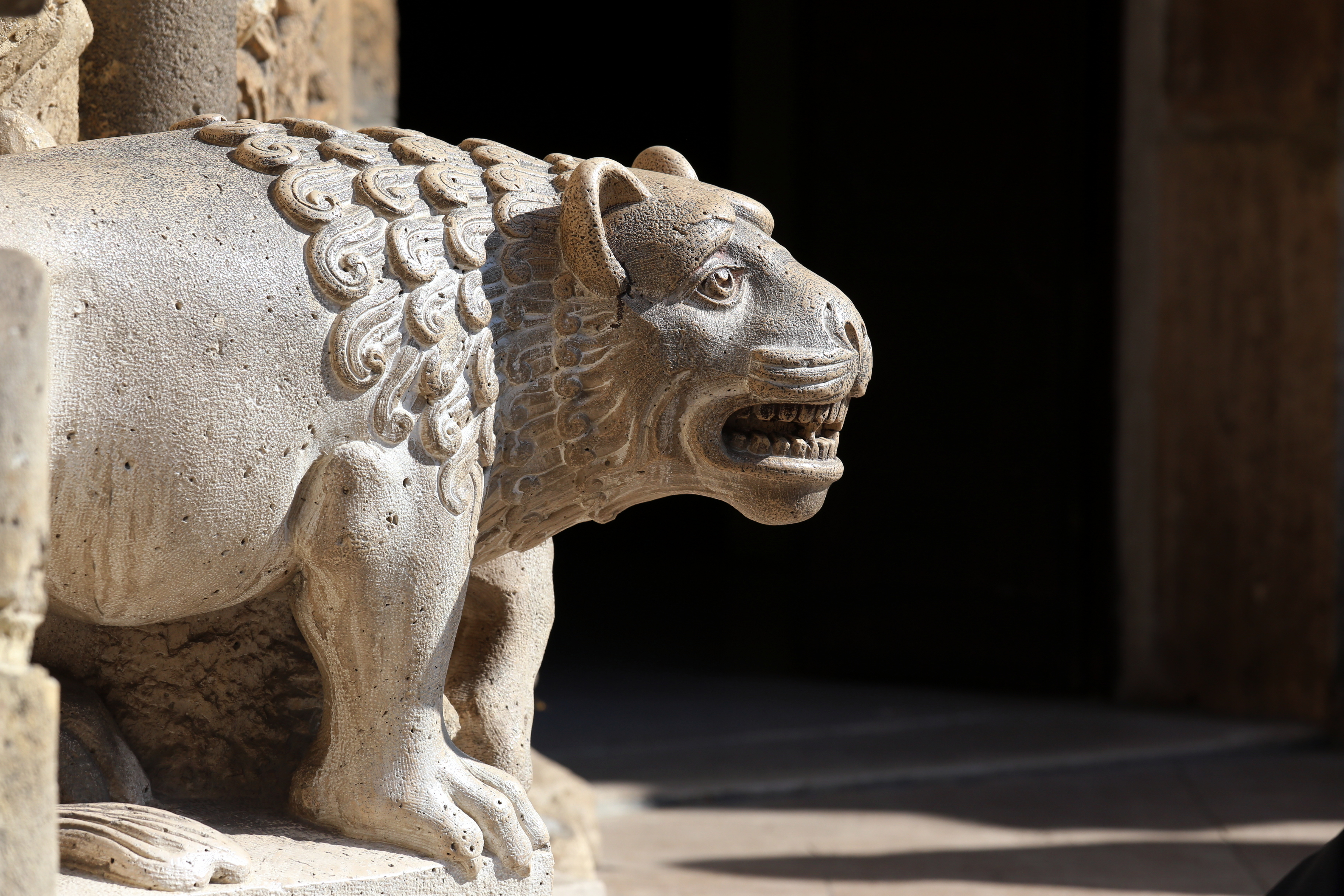
A „jáki apátság” részletei
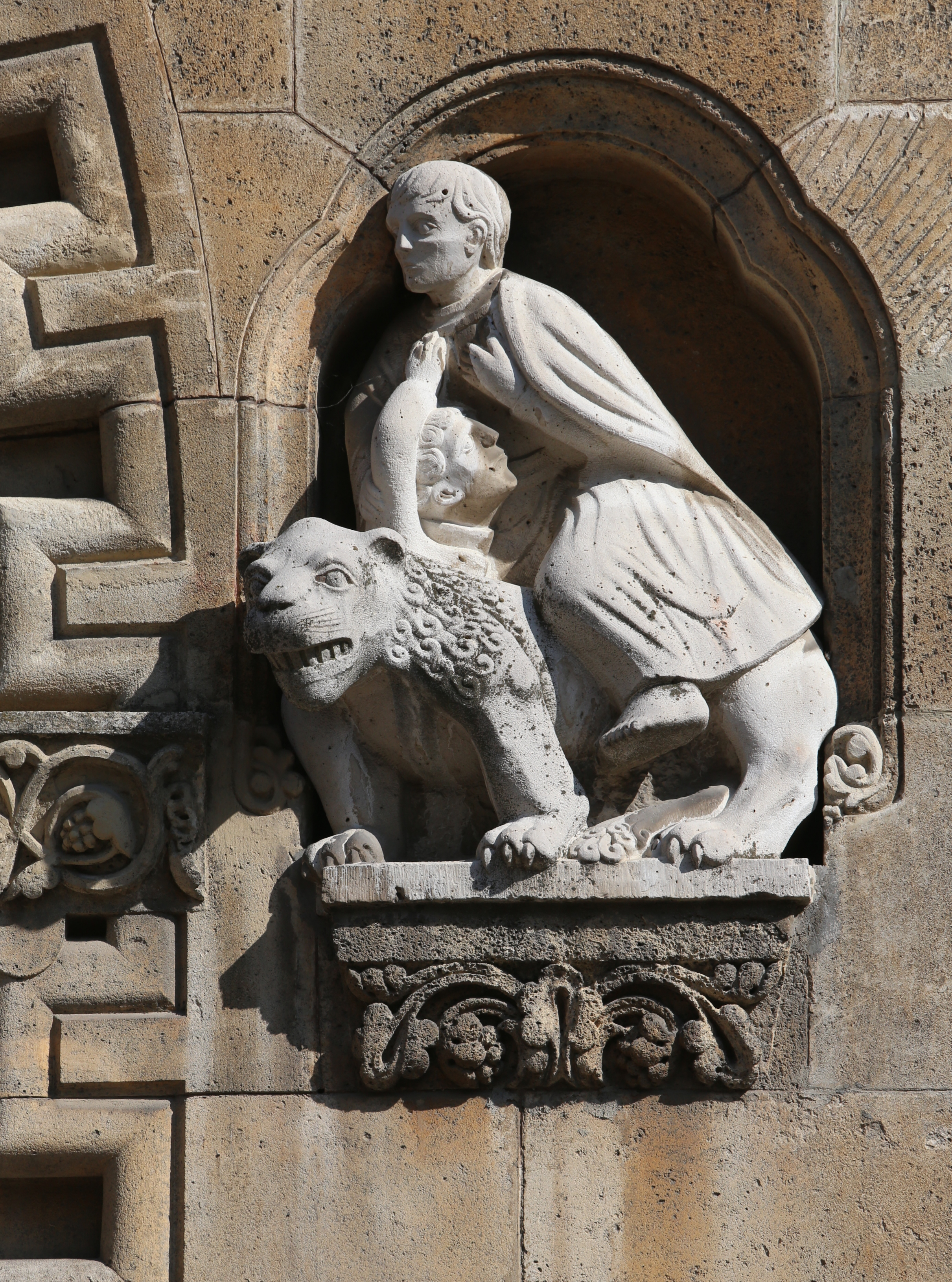
A „jáki apátság” részletei
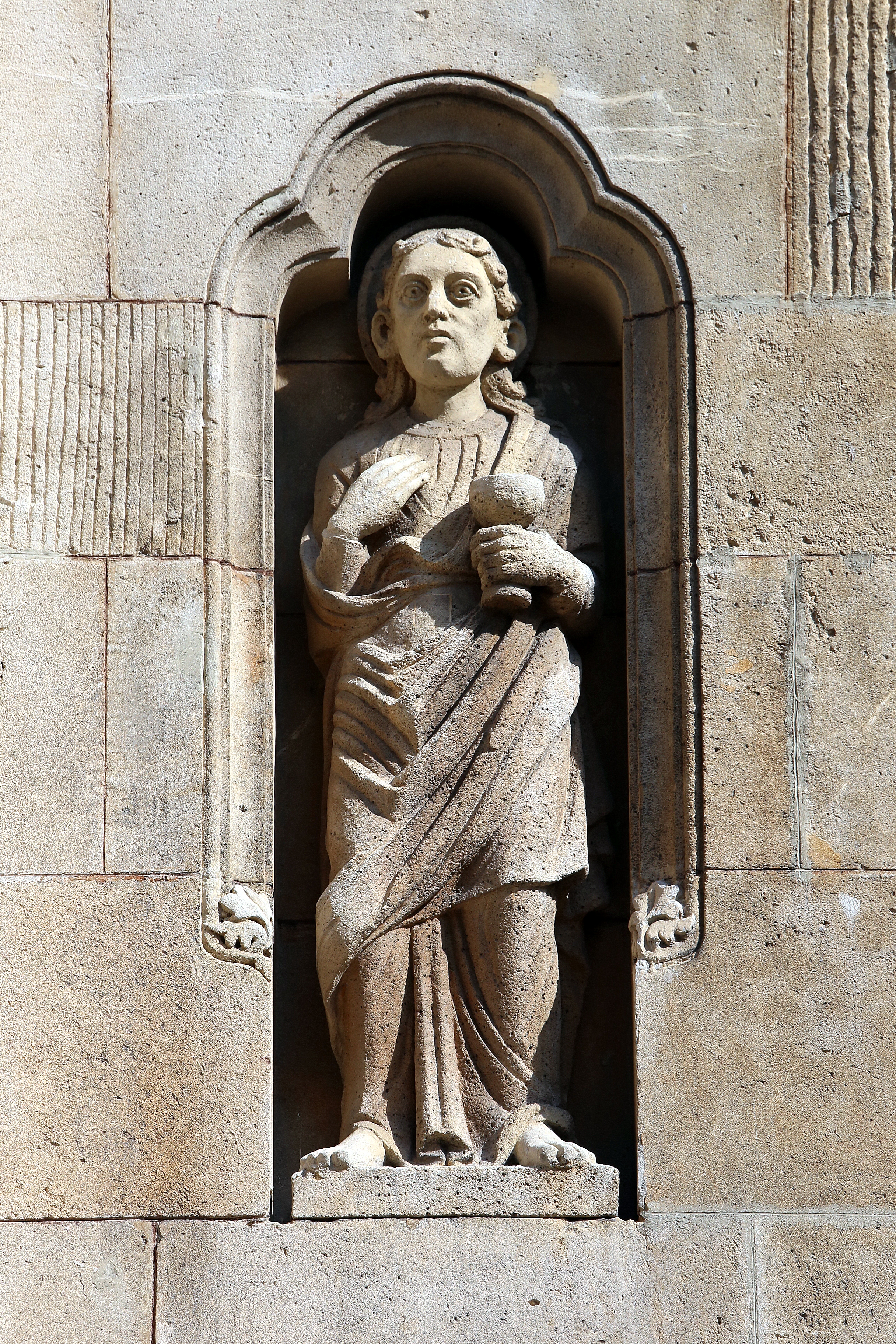
A „jáki apátság” részletei
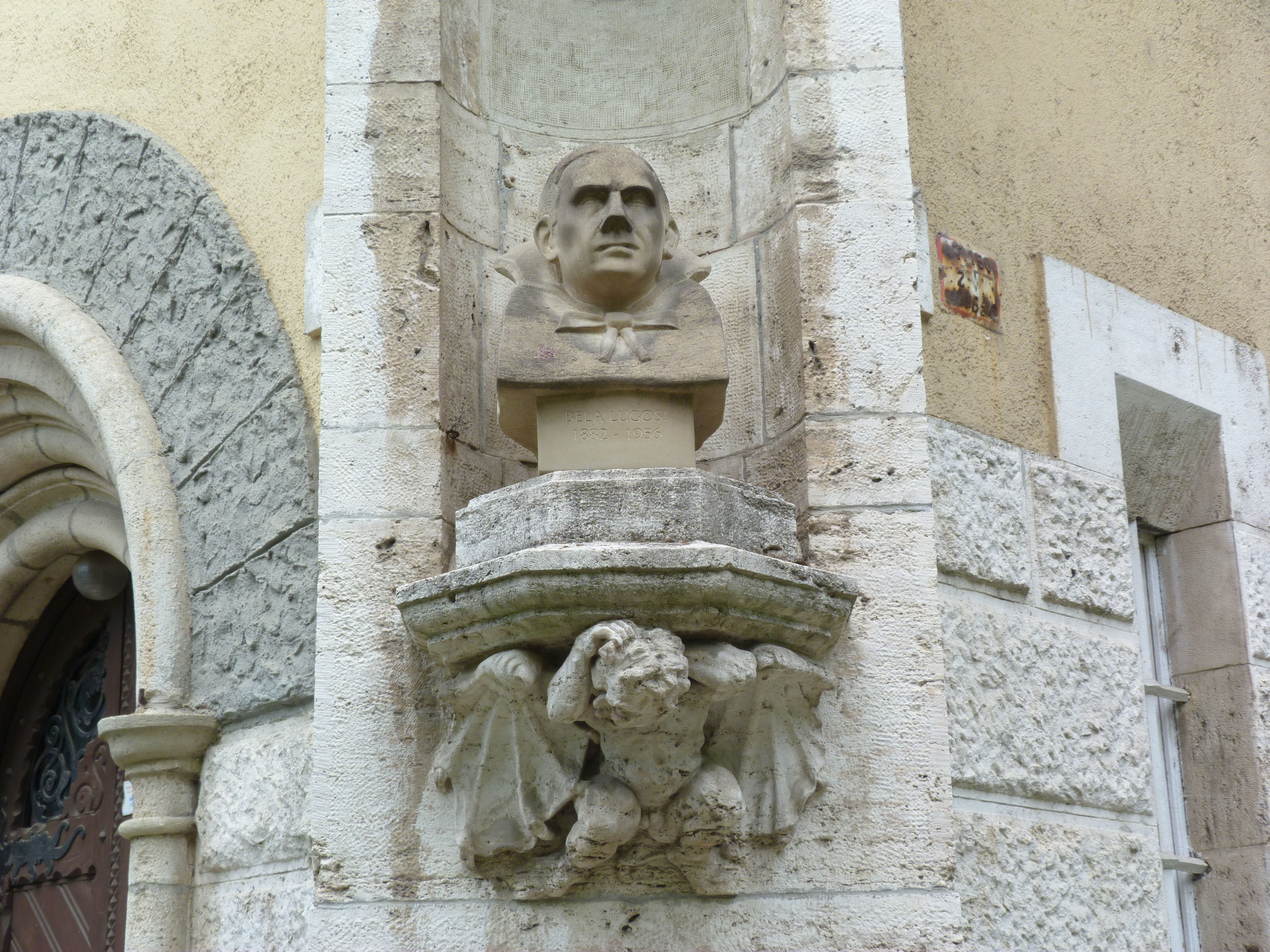
Lugosi Béla fejszobra egy kőfülkében

## Egyéb érdekesség
- Az 1900-as párizsi világkiállításra is felépült Jámbor Lajos és Bálint Zoltán tervei szerint egy Vajdahunyad vár-szerű magyar pavilon, de azt a kiállítás végén el is bontották.[20]